# Szábium
Szábium vagy Szábum (sa3-bi-um) az amorita I. babiloni dinasztia harmadik uralkodója. Szumu-la-Él fia és utódja, Apil-Szín apja. Tizennégy évig uralkodott, a középső kronológia szerint az i. e. 19. század második felében. Trónra lépését ez a rendszer i. e. 1844-re teszi.
Uralkodásáról nagyjából annyit tudni, amennyit évnevei elárulnak. Az első évnév két változata szerint „amikor király lett”, és „belépett atyja házába”. Ebből tudjuk, hogy elődje fia. Évnevei alapján békés uralkodása volt, építtetett az Észagílában, csatornákat ásatott, köztük valószínűleg a Samas-csatornát, a város legfontosabb vízvezetékét. A 13. év neve: sa3-bi-um lugal-e e id2-a ab-ba he2-gal2 mu-un-si-ig („Szábium király az öntözőcsatornát kimélyítette, a víz bőséges”). Uralkodása kezdetén a Babilon fennhatósága alatt álló Kár-Samas városfalait építtette fel, de épített a szippari Samas-templomban, az Ébabbarban is. Szippart Apil-Szín és Szín-muballit évnevei is említik, így valószínű, hogy Babilon e korban már szilárdan megvetette a lábát az Eufrátesz azon szakaszán, amely nagyjából Nippurtól Szipparig húzódott. A folyás mentén lefelé lévő területek kapcsán került a város később konfliktusba Mezopotámia más városkirályságaival.
Két évnév nem ismert, de a maradék tizenkettőből csak két olyan év van, amikor háborúról tudósít. A hetedik évben Larsza lesújtásáról beszél, ami furcsa, mert Larsza messze van Babilontól, a kor nagyhatalma, amelynek csak Íszín és Lagas a vetélytársa. Iszin ráadásul közelebb is van, és elvágta egymástól Babilont és Larszát, és csak I. Rím-Színnek sikerült legyőznie. A tizenkettedik év Kazallu város falainak lerombolásáról kapta a nevét, de nem tudni, ki rombolta le, miért és hogyan.
Fia, Apil-Szín követte a trónon.